# 論書
論書，又稱議論、阿毘達磨論書，佛教術語，針對佛教經義與法相進行論述的書籍，被歸類在論藏之中。論書又分成優波提舍、摩呾理迦、阿毘達磨等三類。

## 分類

### 優波提舍
優波提舍（upadeśa）義爲論議，爲十二分教之一。

### 摩呾理迦
摩呾理迦（mātŗkā）意譯爲行母、持母等。

### 阿毘達磨
阿毗達摩（Abhidharma）義爲對法、大法。